# Doedicurus
Doedicurus clavicaudatus var en förhistorisk glyptodont som levde under pleistocen till slutet av den senaste istiden (11 000 år sedan). Detta var den största kända glyptodontiden och en av de mer kända medlemmarna i den nya världens pleistocena megafauna, med en höjd på 1,5 m och en total längd på omkring 4 m. D. clavicaudatus tunga kropp kunde uppgå till mellan 1 908 och 2 368 kg, alltså som en nutida noshörning.

Den hade en stor välvd ryggsköld som bestod av många tätt försedda fjäll, ganska likt dess nutida släkting, bältdjuret. Svansen var omgiven av ett flexibelt hölje av skelett och hade långa spikar eller knoppar på slutet, åtminstone hos manliga individer.

D. clavicaudatus bebodde skogs- och gräsmarker och var herbivor. Dess svansklubba användes troligen i konflikt inom arten snarare än i försvar mot rovdjur som Smilodon till skillnad från den ytligt sett liknande klubban hos ankylosaurier. Till att börja med skulle den senare användningen ha varit svår eftersom djurets synfält var så begränsat att det i princip hade behövt slå blint med svansklubban. Dessutom har ryggsköldar hittats som visar sprickor som bildats av ungefär samma mängd energi som skulle kunna produceras av svansmusklerna.
Dess namn betyder "mortelsvans" och syftar till att svansen, om spikarna togs bort, skulle likna en mortel.
Ryggskölden var fast förankrad i bäckenet men löst runt axeln. Dess front bar en extra mindre kupol. Detta har tolkats som ett fettfyllt utrymme, likt en kamels puckel, som dels skulle ha lagrat energi inför den torra säsongen och dels vadderat slag från svansar på rivaliserande djur.
Fossil av D. clavicaudatus finns i Nordamerika och Sydamerika, särskilt i Ensenada Formation i Argentina. Med tanke på den sena tidpunkten för dess försvinnande så mötte den och förmodligen även jagades av de första mänskliga bosättarna i Sydamerika.

## Källhänvisningar
1. ↑  http://www.sbpbrasil.org/revista/edicoes/15_1/9_Soibelzon_et_al.pdf (på spanska)
2. 1 2 3  McNeill Alexander, R.; Farin, Richard A. & Vizcaíno, Sergio F. (1999): Tail blow energy and carapace fractures in a large glyptodont (Mammalia, Xenarthra). Zoological Journal of the Linnean Society 126(1): 41–49. HTML-sammanfattning